# 鹿島橋 (天竜川)

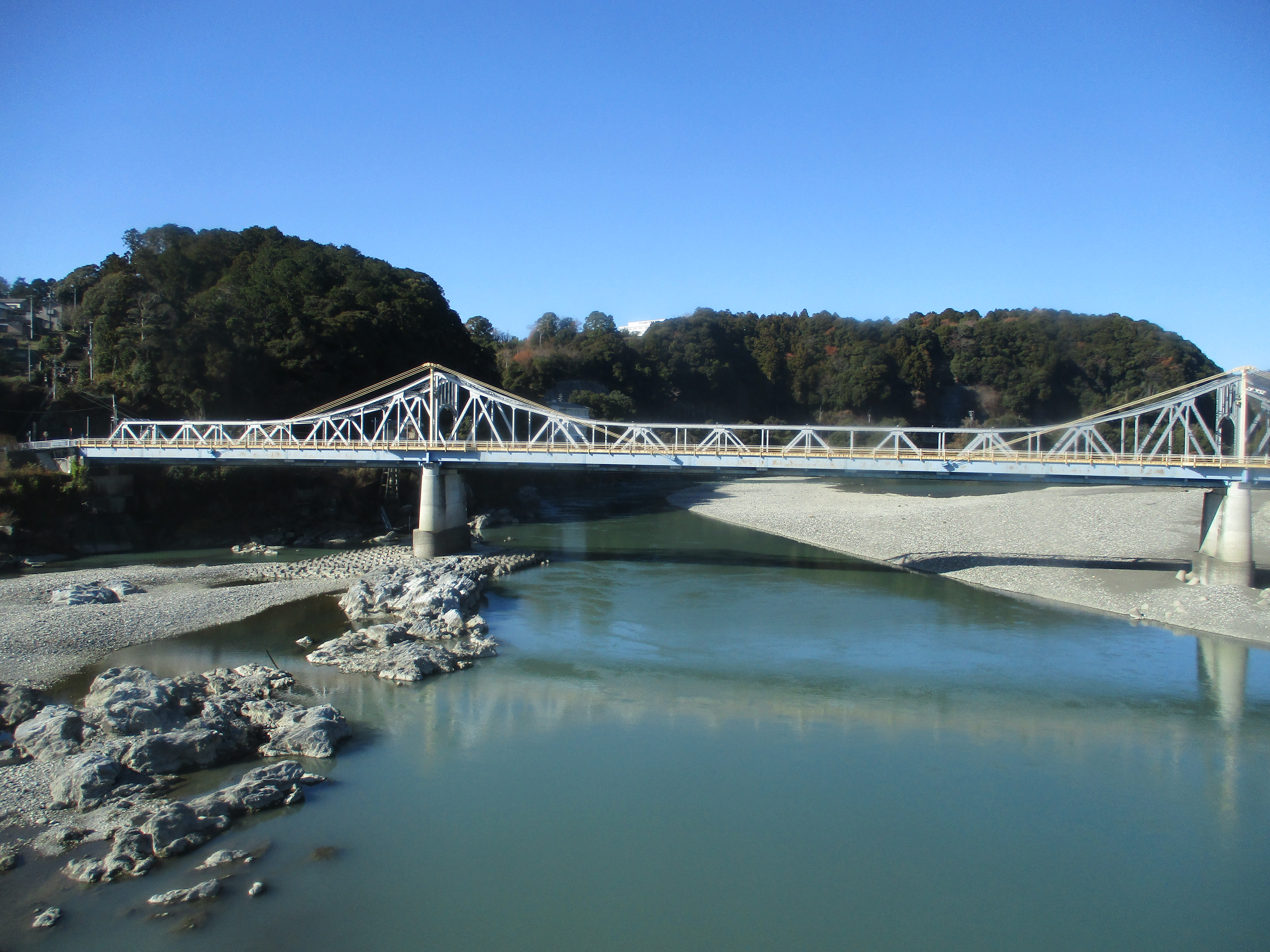
天浜線から見た鹿島橋

鹿島橋（かじまばし）は、静岡県浜松市天竜区二俣町鹿島に架かる天竜川の河口から14番目にかかる橋である。

## 概要
- 車線数：2車線
- 全長：220m

## 沿革
- 1937年：開通 施工は、浅野造船所（現：日本鋼管）
- 1968年：歩道併設
- 2013年：土木学会選奨土木遺産に選定[2]

## 道路
- 国道152号
- 国道362号

## 接続する道路
- 静岡県道9号天竜東栄線

## 周辺および最寄り施設
- 北鹿島自治会館
- 旧浜名用水取水口